# Trichopria oogaster
Trichopria oogaster är en stekelart som först beskrevs av Thomson 1858.  Trichopria oogaster ingår i släktet Trichopria, och familjen hyllhornsteklar. Arten är reproducerande i Sverige.